# 사토다 마이
사토다 마이(里田まい, 1984년 3월 29일 ~ )는 전 헬로! 프로젝트의 멤버, 여성 아이돌 그룹의 컨트리걸즈의 슈퍼바이저이다. 홋카이도 삿포로시 히가시구 출신. 삿포로 오오타니 고등학교를 졸업했다.

## 특징
- 컨트리무스메에서는 자타가 공인하는 섹시 담당이지만, 실은 그룹내에서 미우나의 <어떤 것이든지 불가사의쨩의 발언>에 대한 쯧코미 담당이라고 소문나 있다.
- 평상시에는 기세가 있는 아버지 캐릭터이지만, 실은 상당한 수줍음을 잘 타는 사람으로 칭찬에 매우 약한것 같다.
- 본인도 인정하고 있지만, 상당히 까만 얼굴이다.
- 퀴즈! 헥사곤 II와 같은 버라이어티에서 버라돌로 활약하고 있다.

## 친구
요시자와 히토미, 기무라 아야카

## 약력
2000년
- 모닝구무스메。제3차 추가 오디션에 출장. 고교 진학의 관계로 사퇴.

2001년
- 모닝구무스메。제4차 추가 오디션에 출장했지만 낙선.

2002년
- 1월 - 컨트리무스메。의 추가 멤버로서 가입.

2003년
- 8월 - 로망스에 참가.

2007년
- 1월 24일 - 아사미, 미우나 졸업에 의해, 컨트리무스메。의 유일한 멤버가 되었다.

2009년
- 3월 31일 - 헬로! 프로젝트를 졸업. 다음 달부터 신팬클럽 M-line club에 2010년 3월 31일까지 소속된다.

2010년
- 11월 - 프로야구 도호쿠 라쿠텐 골든이글스의 투수 다나카 마사히로와 교제하고 있는 것이 보도되어 자신의 블로그에 공개되었다는 보도가 사실인 것을 인정했다.

2012년
- 3월 31일 - 갓타스 브릴리언티스 H.P.와 삿포로 체르비즈를 졸업하였다[1].

2013년
- 10월 1일 - 소속사 업프런트 크리에이트로 이적.

2014년
- 11월 5일 - 컨트리무스메。의 신멤버 가입과 그룹명 컨트리걸즈로 개명에 의해, 슈퍼바이저 취임[2].

## 출연

### 텔레비전
- 섹시여학원 (2003년 3월 31일 ~ 9월 27일, 테레비도쿄)
- 오사카발 건강 대쉬! DOYAH (2004년 4월 10일 ~ 2005년 2월 12일, NHK BS2)
- 후타리고토 (2004년 7월 30일 ~ 8월 9일, 테레비도쿄)
- 마녀 무스메。리카의 매지컬 비유덴 (2004년 12월 7일 ~ 10일, 테레비도쿄)
- 무스메 DOKYU! (2005년 7월 6일 ~ 10일, 테레비도쿄)
- 퀴즈! 헥사곤 II (2006년 7월 12일 ~ 2011년 9월 28일, 후지테레비)
- 홀딱! 스포츠 (2007년 4월 2일 ~ , 삿포로TV)
- 웃어도 좋아! (2008년 9월 29일 ~ , 후지테레비)
- 웃어도 좋아! 증간호 (2008년 10월 5일 ~ , 후지테레비)
- 사토다 마이의 푹신푹신 mignon (2008년 11월 5일 ~ , UHB)
- 세계 제일 받고 싶은 수업 (2009년 5월 ~ , 니혼테레비) - 월 1 레귤러
- 미녀방담 (2009년 9월 3일 · 10일, 테레비도쿄)
- 아이마이나! (2010년 4월 9일 ~ 2011년 4월 15일, TBS)
- 자키신! ~자키야마상과 유쾌한 동료들~ (2011년 4월 22일 ~ 9월 30일, TBS)
- mignon · 누보 사토다 마이의 샤카리키! (2011년 4월 ~ 2012년 3월, UHB)
- U형 TV (2011년 4월 6일 ~ 2012년 3월 21일, UHB) - 격주 레귤러

### 라디오
- MBS 영타운 토요일 (2002년 7월 12일 ~ 2004년 4월 3일, 마이니치방송)
- 코코넛무스메。의 아야카와 컨트리무스메。사토다 마이의 BLEND KISS (2004년 6월 6일 ~ 2005년 6월 27일, STAR digio)
- 컨트리무스메。의 Happy Night☆ (2006년 4월 6일 ~ 9월 28일, 라디오닛폰)
- 사토다 마이의 산지직송! 컨트리무스메。 (2006년 10월 6일 ~ , STV 라디오)
- 하이퍼나이트 온가쿠갓타스의 Guts10☆갓타스!! (2007년 10월 1일 ~ , CBC 라디오)
- JT presents 주간! 어른학원 (2007년 10월 6일 ~ 2008년 9월 28일, 닛폰방송)
- JT presents 고우에 나오시와 사토다 마이의 선데이 오토 레버러토리 (2008년 10월 5일 ~ , 닛폰방송)
- 마이와 타임 (2008년 4월 6일 ~ 2012년 3월 31일, RKB 라디오)
- 하로프로야넨!

### DVD
- 마이타이 ~러브하로! 사토다 마이 DVD~ (2007년 12월 26일)

### CD

#### 싱글
사토다 마이 with 후지오카 후지마키
- オヤジの心に灯った小さな火～デュエットバージョン～ (2007년 5월 23일)

사토다 마이 with 고우다 남매
- もうすぐクリスマス (2008년 11월 12일)
- バイバイ (2009년 1월 13일)

사토다 마이 with 고우다 가족
- I Believe ～夢を叶える魔法の言葉～／Don't leave me (2009년 6월 17일)

사토다 마이와 후지오카 후지마키
- 続・オヤジの心に灯った小さな火 (2010년 10월 27일)

#### 앨범
사토다 마이 with 고우다 가족
- 里田まい with 合田家族 (2009년 12월 9일)

#### 수록 앨범
사토다 마이 with 고우다 가족
- Mr.ジゴロ (2009년 10월 21일)
  - 「WE LOVE ヘキサゴン2009」에 수록.

사토다 마이 with 고우다 남매
- かけがえ (2011년 11월 23일)
  - 「WE LOVE ヘキサゴン2011」에 수록.

## 서적

### 단행본
- 사토다 마이의 바보 전설 (2007년 11월 7일, 다케쇼보) ISBN 978-4-8124-3317-1
- 사토다 마이 오피셜 북「혼자이지만 컨트리무스메。입니다」(2009년 12월, 다케쇼보) ISBN 978-4-8124-3853-4
- 세계 제일 맛있는 밥의 먹는 방법 (2011년 8월 8일, 아스콤) ISBN 978-4-7762-0646-0

### 사진집
- 사토다 마이 (2003년 10월 4일, 와니북스) ISBN 978-4-8470-2779-6
- my life (2007년 3월 21일, 와니북스) ISBN 978-4-8470-2998-1
- 마이타이 (2007년 12월 26일, 카도카와그룹퍼블리싱) ISBN 978-4-04-895007-7

### 그 외
- 트위티와 이상한 새장 시리즈 (워너브라더스 감수의 낭독 CD 첨부 그림책. 사토다 마이 첫 솔로곡「cure」도 수록되고 있다.)
  - 트위티와 작은 나비 (2010년 10월 18일, 유캔) ISBN 978-4-901366-51-9
  - 트위티와 아기고양이의 별 (2010년 10월 18일, 유캔) ISBN 978-4-901366-52-6
  - 트위티와 포피의 요정 (2011년 5월 25일, 유캔) ISBN 978-4-901366-53-3
  - 트위티와 연못의 오케스트라 (2011년 5월 25일, 유캔) ISBN 978-4-901366-54-0

## 소속 유닛
- 컨트리걸즈 (구.컨트리무스메。) (2002년 ~ 2019년)

## 같이 보기
- 헬로! 프로젝트
- M-line club
- 갓타스 브릴리언티스 H.P.
- 온가쿠갓타스